# Vesaignes-sous-Lafauche
 Vesaignes-sous-Lafauche  es una población y comuna francesa, en la región de Champaña-Ardenas, departamento de Alto Marne, en el distrito de Chaumont y cantón de Saint-Blin.

## Demografía
| 173 | 166 | 149 | 152 | 138 | 146 |
| Para los censos de 1962 a 1999 la población legal corresponde a la población sin duplicidades (Fuente: INSEE [Consultar]) |     |     |     |     |     |